# Новіков Олександр Васильович (український політик)
Новіков Олександр Васильович — заступник Міністра внутрішніх справ України з питань кадрової роботи та внутрішньої безпеки (квітень — грудень 2006).
Народився 23 травня 1961 (місто Улан-Уде, Бурятська АРСР); українець; одружений; має 2 дочок.
Освіта: Київський політехнікум зв'язку, факультет телебачення (1980); Київський університет імені Тараса Шевченка, юридичний факультет (1990), юрист, «Правознавство».
Народний депутат України 2-го скликання з квітня 1994 (2-й тур), Броварський виборчий округ № 209, Київська область, висунутий трудовим колективом. Голова підкомітету з питань боротьби з корупцією і організованою злочинністю, зловживаннями посадових осіб в сфері економіки, кредитно-фінансової системи, валютного регулювання Комітету з питань боротьби з організованою злочинністю і корупцією. Член (уповноважений) фракції «Соціально-ринковий вибір». На час виборів: виробничий кооператив «Синус» (місто Бровари), голова.
- 1975—1980 — диспетчер автобази № 1 тресту «Київсільгосптранс»; слюсар тресту «Теплицятехмонтаж»; електромонтер охоронно-пожежної сигналізації відділу охорони при Дніпровському РВВС міста Києва.
- 1980—1982 — служба в армії.
- Потім — електромонтер ПМК-1 тресту «Укрремлегбуд»; голова виробничого кооперативу «Дельта» при дослідно-експериментальному виробництві Київського інституту поліграфії, голова кооперативу «Синус» при Броварському дослідно-експериментальному заводі Київської області.
- 1994-травень 1995 — керівник Контрольної служби Президента України[4][5].
- 1998-червень 2001 — начальник дисциплінарного управління Вищої ради юстиції України.
- З 2001 — робота в блоці політичних партій «Наша Україна» (на громадських засадах).
- З березня 2005 — перший заступник начальника Головного управління боротьби з організованою злочинністю — начальник Департаменту внутрішньої безпеки Міністерства внутрішніх справ України.

Державний службовець 3-го рангу (листопад 2000).

## Джерело
- Довідка